# سیفتی هاربر (فلوریدا)
سیفتی هاربر (به انگلیسی: Safety Harbor) شهری در شهرستان پاینلاس ایالت فلوریدا است که در سال ۱۹۱۷ بنیان‌گذاری شده‌است. این شهر طبق سرشماری سال ۲۰۱۰ میلادی، ۱۶٬۸۸۴ نفر جمعیت داشته و مساحت آن نیز ۱۳٫۰ کیلومتر مربع است.